# Iosif Kesidis
Iosif Kesidis, född 19 augusti 2005, är en cypriotisk friidrottare som tävlar i släggkastning.

## Karriär
Iosif Kesidis tog vid U18-EM i friidrott 2022 guld i släggkastning. Vid junior-EM 2023 tog han silver i släggkastning. Vid juinor-VM 2022 och 2024 tog han brons respektive guld i samma gren. Vid U23-EM 2025 tog han åter guld i släggkastning.